# حمض نووي للنواة

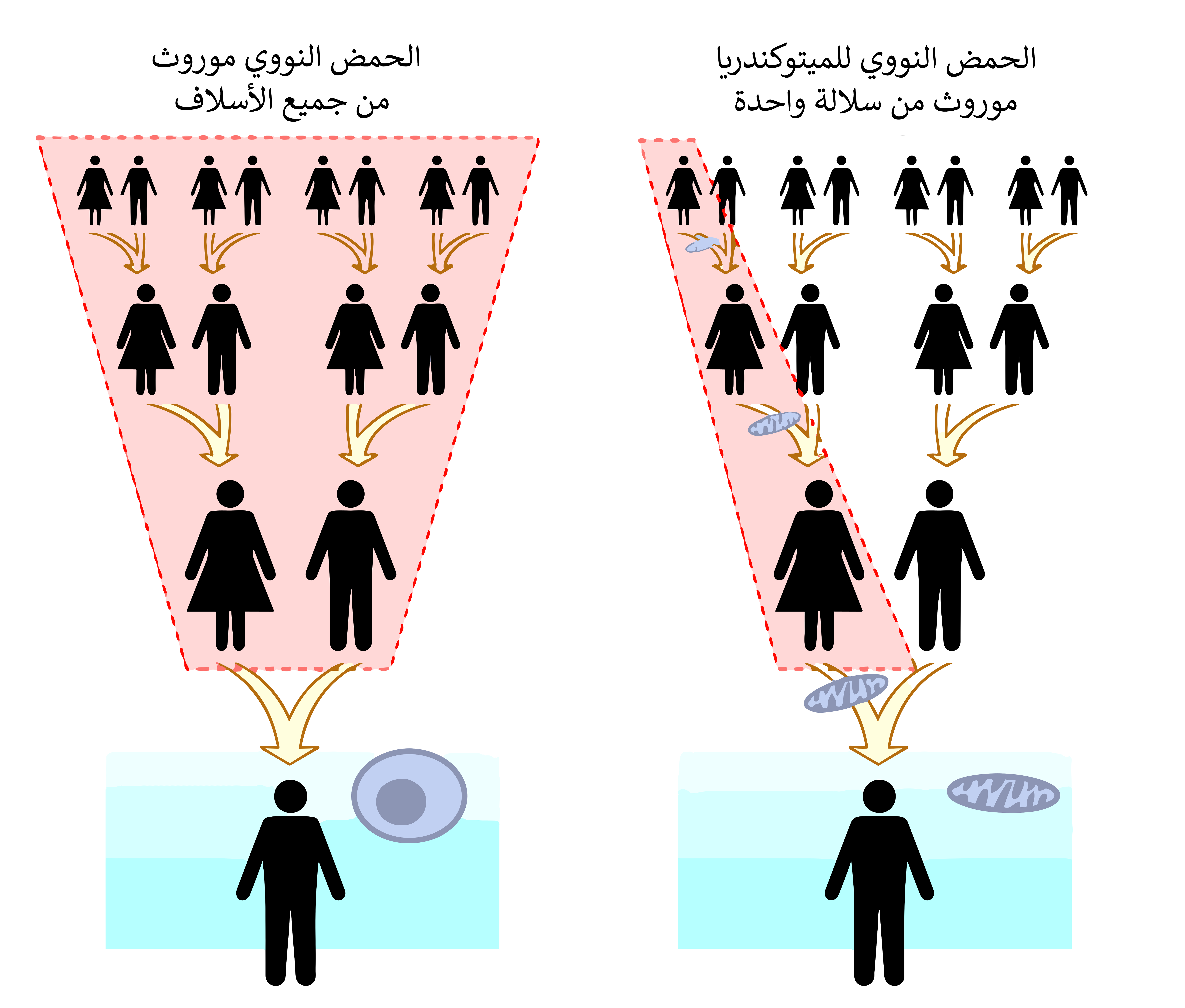
على عكس الحمض النووي النووي (يسار) ، فإن الحمض النووي للميتوكوندريا موروث فقط من سلالة الأم (يمين).

الحمض النووي للنواة (بالإنجليزية: (nDNA)Nuclear DNA)‏ ، الحمض الخلوي الصبغي ، هو الحمض النووي الموجود داخل النواة الوارد من الكائنات الحية حقيقية النواة.
في معظم الحالات ، فإنه يشفر معظم الجينوم (أو العوامل الوراثية) على العكس من الحمض النووي للميتوكندريا ، الذي يشفر لجينات أقل بكثير ، ويتم تمريرها عن طريق الاتصال الجنسي و ليس فقط من الام كالحمض النووي للمايتوكوندريا(المتقدرات).
الحمض النووي للنواة هو الحمض النووي الأكثر شيوعا المستخدمة في فحوص الطب الشرعي.

## البنية
يُعد الدنا النووي حمضًا نوويًا يتألف من بوليمير حيوي أو جزيء حيوي مبلمر، ويوجد في نوى خلايا حقيقيات النوى. تتألف بنيته من حلزون مزدوج مع شريطين يلتفان حلو بعضهما، وكان فرنسيس كريك وجيمس واتسون أول من وصف هذه البنية عام 1953 استنادًا إلى بيانات جمعتها روزاليند فرانكلين. يتألف كل شريط من سلسلة بوليمير مكرر النوكليوتيدات، وكل نوكليوتيد يتألف من سكر خماسي الكربون ومجموعة فوسفات وقاعدة عضوية. يمكن تمييز النوكليوتيدات عن بعضها اعتمادًا على قواعدها: البورينات، وهي قواعد كبيرة تشمل الأدينين والغوانين، والبيريميدينات، وهي قواعد صغيرة تشمل الثايمين والسايتوسين. تنص قواعد تشارغاف على أن الأدينين يرتبط دومًا مع الثايمين، والغوانين يرتبط دومًا مع السايتوسين. ترتبط مجموعات الفوسفات سويًا برابطة فوسفات ثنائية الإستر، بينما ترتبط القواعد بروابط هيدروجينية.

## الدنا المتقدري
يختلف الدنا النووي عن المتقدري في نواح عدة مثل الموقع والبنية. يقع الدنا النووي ضمن نوى الخلايا حقيقية النوى، وعادةً ما يملك نسختين ضمن الخلية الواحدة، بينما يتوضع الدنا المتقدري في المتقدرات ويوجد منه 100-1,000 نسخة في كل خلية. تأخذ بينة صبغي الدنا النووي شكلًا خطيًا مع نهايتين مفتوحتين، وتشمل الخلية 46 صبغيًا وتحتوي على 3 مليارات نوكليوتيد في البشر على سبيل المثال، بينما تكون بنية الدنا المتقدري مغلقةً وحلقيةً عادةً وتحتوي على 16,569 نوكليوتيدًا في البشر. يكون الدنا النووي ثنائي الصيغة الصبغية عادةً، ويأتي من كلا الوالدين، بينما يكون دنا المتقدرات أحادي الصيغة الصبغية وقادمًا من الأم فقط. لا يزيد معدل التطفر في الدنا النووي عن 0.3%، بينما يكون مرتفعًا عمومًا في الدنا المتقدري.

## الأدلة الجنائية
يُعرف الدنا النووي بجزيء الحياة، ويحتوي على التعليمات الجينية لتطور جميع العضويات الحية، إذ يوجد في جميع خلايا الجسم البشري تقريبًا عدا كريات الدم الحمراء. يملك كل شخص بصمةً جينيةً فريدةً حتى في التوائم المتماثلة. تستطيع الإدارات الجنائية مثل مكتب التوقيف الجنائي (بي سي إيه) ومكتب التحقيقات الفيدرالي (إف بي آي) استخدام تقنيات الدنا النووي لمقارنة العينات في قضايا معينة. تشمل التقنيات المستخدمة تفاعل البوليمراز المتسلسل (بي سي آر) الذي يسمح بالاستفادة من أي مقدار صغير من الدنا عبر صنع نسخ من المناطق المستهدفة على الجزيء ويُعرف أيضًا بالتكرارات المترادفة القصيرة (إس تي آر إس).

## الانقسام الخلوي
كما في الانقسام المتساوي، يعتبر الانقسام المنصف شكلًا من انقسام حقيقيات النوى. يسمح هذا الانقسام بتشكيل أربع خلايا بنات مميزة، كل منها يملك نصف عدد صبغيات الخلايا الأم. يمنح الانقسام المنصف خلايا مجهزةً لتصبح أمشاجًا (أو خلايا مخصبة)، ولهذا يُعد النقص في عدد الصبغيات أمرًا حاسمًا في عملية الانقسام، فدونه ينتج عن اتحاد المشيجين نسل ذو عدد مضاعف من الصبغيات خلال عملية التخصيب.
ينتج عن الانقسام المنصف مجموعات جديدة من المادة الوراثية في كل من الخلايا البنات الأربع، وهذا المزيج الجديد ينتج عن تبادل الدنا بين الصبغيات المقترنة. يعني هذا التبادل أن الأمشاج الناتجة خلال الانقسام المنصف غالبًا ما تُظهر تنوعًا جينيًا كبيرًا.
يتضمن الانقسام المنصف مرحلتين من الانقسام النووي. قبل بدء هذا الانقسام، تدخل الخلايا ضمن مرحلة بينية تنمو فيها وتتضاعف صبغياتها وتختبر خلالها جميع الأنظمة الخلوية للتأكد من جاهزيتها للانقسام.
كما في الانقسام المتساوي، يشمل الانقسام المنصف مراحل مختلفة تُسمى الطور التمهيدي والطور التالي وطور الصعود والطور النهائي. هناك فارق أساسي بين نوعي الانقسام السابقين، إذ خلال الانقسام المنصف تحدث كل مرحلة مرتين، الأولى خلال فترة الانقسام الأول، وتدعى الانقسام المنصف I، والثانية خلال الفترة الثانية التي تُدعى الانقسام المنصف II.